# Erythrodiplax castanea
Erythrodiplax castanea – gatunek ważki z rodziny ważkowatych (Libellulidae). Występuje na terenie Ameryki Południowej.